# Joel Gretsch
Joel Gretsch (St. Cloud, 20 dicembre 1963) è un attore statunitense.

## Biografia
Ha interpretato Tom Baldwin nel telefilm 4400 e Cap./Mag./Col. Owen Crawford nella miniserie di fantascienza Taken, prodotta nel 2002 da Steven Spielberg. Gretsch ha studiato recitazione nel teatro Guthrie a Minneapolis, in Minnesota, prima di trasferirsi a Los Angeles nel 1989. Ha iniziato a recitare nei telefilm nei primi anni '90 apparendo in episodi di Sposati... con figli, Melrose Place e Bayside School - La nuova classe. In seguito apparve in episodi di JAG - Avvocati in divisa, Due poliziotti a Palm Beach, CSI: Miami e NCIS - Unità anticrimine. Gretsch ha anche avuto ruoli minori in alcuni film tra cui La leggenda di Bagger Vance (2000), Minority Report (2002) e Il club degli imperatori (2002). Dal 2009 al 2011 è stato protagonista nella serie televisiva V, interpretando il ruolo di padre Jack Landry. Nel 2011 ha interpretato un personaggio ricorrente nella serie The Playboy Club.

### Vita privata
Dal 1999 Gretsch è sposato con l'attrice Melanie Shatner, figlia di William Shatner.

## Filmografia parziale

### Cinema
- La leggenda di Bagger Vance (The Legend of Bagger Vance), regia di Robert Redford (2000)
- Minority Report, regia di Steven Spielberg (2002)
- Il club degli imperatori (The Emperor's Club), regia di Michael Hoffman (2002)
- Prigione di vetro 2 (Glass House: The Good Mother), regia di Steve Antin (2006)
- Il mistero delle pagine perdute (National Treasure: Book of Secrets), regia di Jon Turteltaub (2007)
- Shrink, regia di Jonas Pate (2009)
- Push, regia di Paul McGuigan (2009)
- Saving Grace B. Jones, regia di Connie Stevens (2009)
- Air - La storia del grande salto (Air), regia di Ben Affleck (2023)

### Televisione
- 4400
- Sposati... con figli
- Melrose Place
- Bayside School - La nuova classe
- JAG - Avvocati in divisa
- Due poliziotti a Palm Beach
- CSI: Miami
- CSI: NY serie TV, episodio 2x18 (2006)
- Taken, regia di Steven Spielberg – miniserie TV (2002)
- V (2009-2011)
- The Playboy Club (2011)
- NCIS - Unità anticrimine (NCIS) - serie TV, episodi 1x06-9x22-10x19-13x08 (2003-2015)
- The Vampire Diaries (2016-2017)
- Una figlia quasi perfetta (I Killed My BFF: The Preacher's Daughter - Do Unto Others), regia di Seth Jarrett - film TV (2018)

## Doppiatori italiani
Nelle versioni in italiano dei suoi lavori, Joel Gretsch è stato doppiato da:
- Francesco Bulckaen in Criminal Minds, Scorpion
- Roberto Pedicini in Taken
- Loris Loddi in NCIS - Unità anticrimine (ep. 1x06)
- Roberto Certomà in NCIS - Unità anticrimine (ep. 9x22, 10x19, 13x08)
- Teo Bellia in CSI: Miami
- Roberto Chevalier in CSI: NY
- Gianluca Tusco in V
- Enrico Pallini in Il mistero delle pagine perdute - National Treasure
- Fabrizio Pucci in Burn Notice - Duro a morire
- Francesco Prando in All Rise
- Massimo Bitossi in Air - Il grande salto